# O'Connell (Nouvelle-Galles du Sud)
Pour les articles homonymes, voir O'Connell.
O'Connell est un village australien situé dans la zone d'administration locale d'Oberon dans l'État de Nouvelle-Galles du Sud. La population s'élevait à 569 habitants en 2016.

## Géographie
Le village est situé à 23 km d'Oberon et environ 200 km à l'ouest de Sydney. 

## Histoire
La région était occupée par les aborigènes Wiradjuri avant la colonisation européenne. George William Evans est le premier Européen à visiter la région en 1813. Il y découvre une plaine qu'il baptise O'Connell, du nom de Maurice Charles O'Connell, lieutenant-gouverneur de Nouvelle-Galles du Sud.
Le village est à l'origine établi sur la route entre Bathurst et Sydney, qui est utilisée jusqu'en 1836, quand elle est détournée par Rydal et Yetholme et devient la Great Western Highway.

## Culture et patrimoine
Le village abrite l'une des concentrations de bâtiments en terre les plus importantes d'Australie, certains remontant au début des années 1800. Le site fait l'objet d'un projet de restauration soutenu et récompensé par le National Trust.
Témoin de cette époque, la grange Lindlegreen, construite en 1827, est classée au registre du patrimoine de Nouvelle-Galles du Sud depuis 2018.

## Galerie

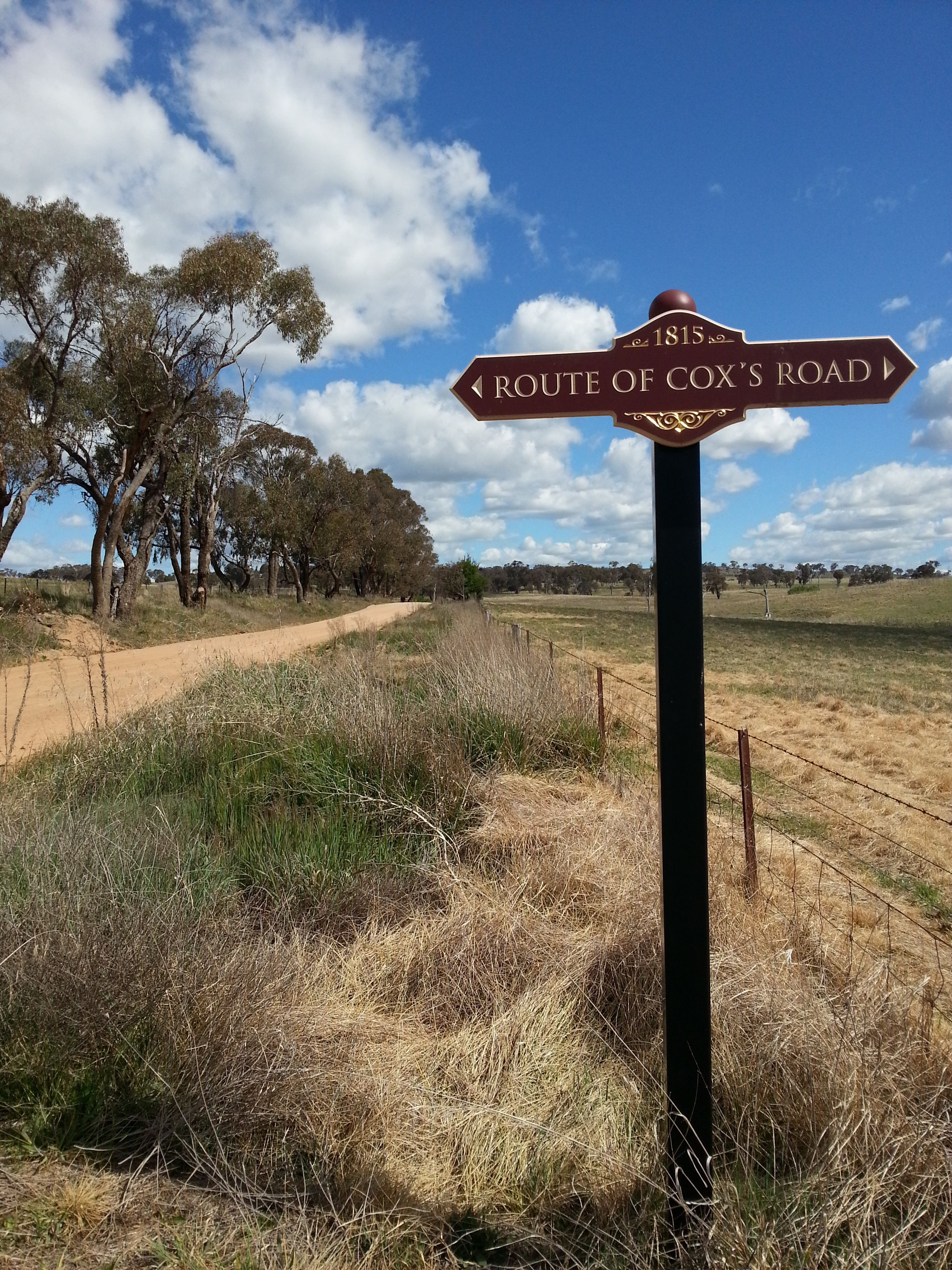
Oconnell
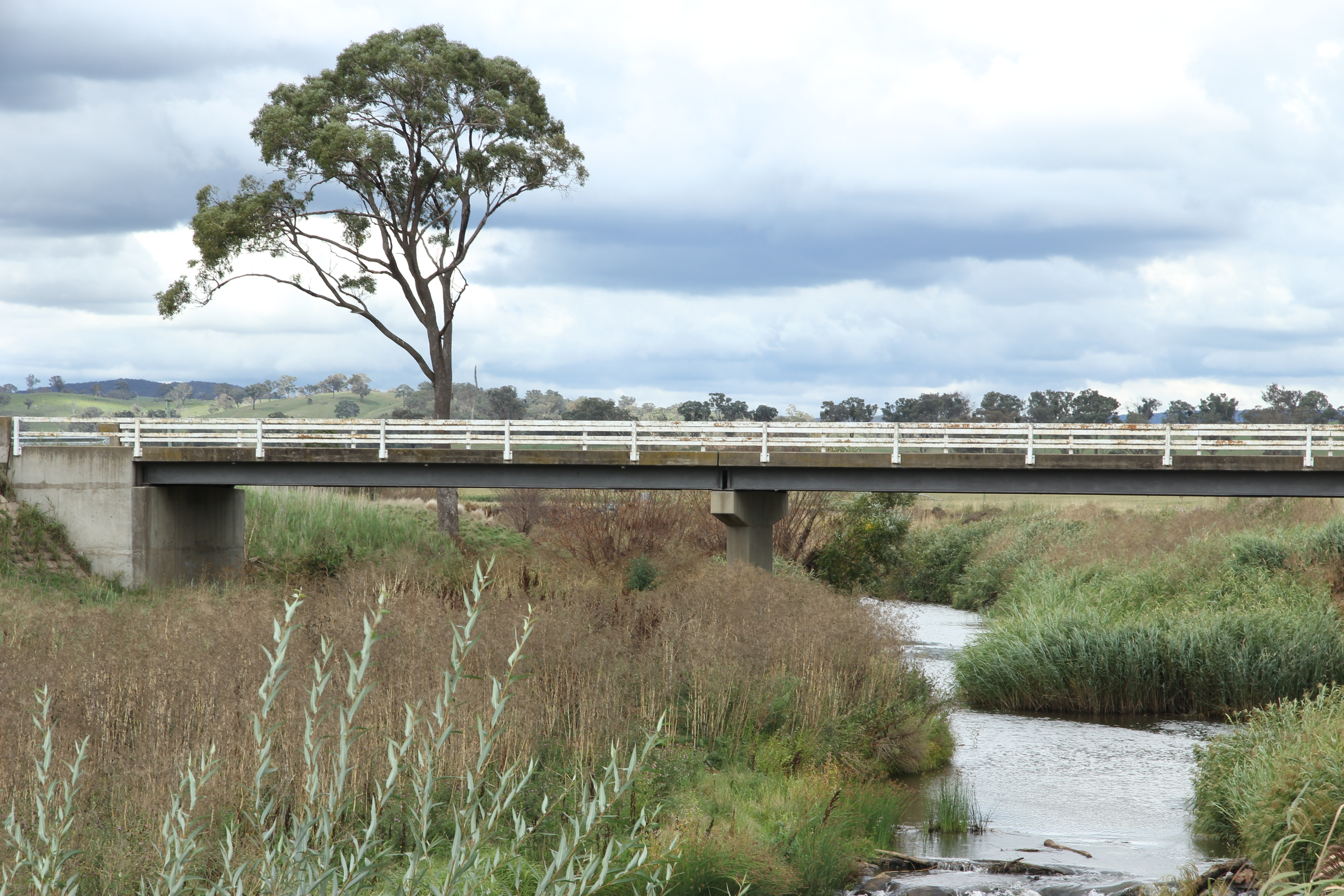
La rivière Campbell près de O'Connell